# Challenger de Yokkaichi 2024
El torneo Yokkaichi Challenger 2024 fue un torneo de tenis perteneció al ATP Challenger Tour 2024 en la categoría Challenger 100. Se trató de la 4.ª edición, el torneo tuvo lugar en la ciudad de Yokkaichi (Japón), desde el 25 de noviembre hasta el 1 de diciembre de 2024 sobre pista dura al aire libre.

## Jugadores participantes del cuadro de individuales
| Preclasificado | País                    | Jugador            | Rank1 | Posición en el torneo |
| 1              | Bandera de Japón        | Yoshihito Nishioka | 70    | Segunda ronda, retiro |
| 2              | Bandera de Italia       | Mattia Bellucci    | 100   | Primera ronda         |
| 3              | Bandera de Japón        | Yasutaka Uchiyama  | 141   | Baja                  |
| 4              | Bandera de Hong Kong    | Coleman Wong       | 161   | Segunda ronda         |
| 5              | Bandera de Australia    | Omar Jasika        | 178   | Segunda ronda         |
| 6              | Bandera de Australia    | Li Tu              | 186   | Cuartos de final      |
| 7              | Bandera de Japón        | Sho Shimabukuro    | 193   | Segunda ronda         |
| 8              | Bandera de Suiza        | Yuta Shimizu       | 217   | Cuartos de final      |
| 9              | Bandera de China Taipéi | Hsu Yu-hsiou       | 236   | Baja                  |

- 1 Se ha tomado en cuenta el ranking del 18 de noviembre de 2024.

### Otros participantes
Los siguientes jugadores recibieron una invitación (wild card), por lo tanto ingresan directamente al cuadro principal (WC):
- Kokoro Isomura
- Rei Sakamoto
- Yua Taka

Los siguientes jugadores ingresan al cuadro principal tras disputar el cuadro clasificatorio (Q):
- Philip Henning
- Hiroki Moriya
- Christoph Negritu
- Jakub Paul
- Ryotaro Taguchi
- Yusuke Takahashi

## Campeones

### Individual Masculino
- Rei Sakamoto derrotó en la final a  Christoph Negritu por 1–6, 6–3, 6–4

### Dobles Masculino
- Thomas Fancutt /  Jakub Paul derrotaron en la final a  Kokoro Isomura /  Hikaru Shiraishi por, 6–2, 7–5